# Jimmy Thorpe
James Horatio „Jimmy“ Thorpe (* 16. September 1913 in Jarrow; † 5. Februar 1936 in Sunderland) war ein englischer Fußballtorhüter.

## Karriere
Thorpe arbeitete als Mechaniker in der Palmers-Werft in Jarrow und unterschrieb im September 1930 einen Profivertrag beim AFC Jarrow in der North Eastern League, nur zwei Wochen bevor er für 250 Pfund Ablöse zum AFC Sunderland in die Football League First Division wechselte. 
Nachdem er gerade 17-jährig am 25. Oktober 1930 sein Ligadebüt gab, setzte er sich 1932 schon im jungen Torhüteralter von 19 Jahren als Stammspieler durch. In der Saison 1935/36 befand sich Sunderland auf dem Weg zur Meisterschaft, als Thorpe am 5. Februar 1936 überraschend starb. Nur vier Tage zuvor stand Thorpe, der wegen Diabetes auf regelmäßige Insulinzufuhr angewiesen war, in einem hart geführten Ligaspiel gegen den FC Chelsea im Tor, in dem er in einem Gewühl mehrere Fußtritte einstecken musste, das Spiel anschließend aber fortsetzen konnte.
Eine Untersuchung der Football Association kam später zu der Vermutung, dass ein Tritt gegen seinen Kopf in dieser Partie Auslöser für das Diabetische Koma war, aus dem er nicht mehr erwachte. Sunderland beendete die Saison mit acht Punkten Vorsprung als Meister, Thorpes Meisterschaftsmedaille wurde seiner Witwe überreicht. Als Folge seines Todes und mehrerer anderer Torhüterverletzungen wurden die Regeln durch die FA, in Bezug auf das Attackieren von Torhütern, verschärft.

## Erfolge
- Englischer Meister: 1935/36 (posthum)